# Kim Wayans
Kimberly Nichole Wayans (Nueva York, 16 de octubre de 1961) es una actriz, comediante y productora estadounidense, hermana de Keenen Ivory, Damon, Sr., Marlon, Shawn y Nadia Wayans. Reconocida por sus numerosos roles en la serie de comedia In Living Color (1990–1994) y por interpretar el papel de Tonia Harris en la serie de televisión In the House (1995–1998), es también conocida como la matriarca de la familia Wayans.

## Filmografía

### Cine y televisión
| Año       | Título                                                                   | Papel                    |
| --------- | ------------------------------------------------------------------------ | ------------------------ |
| 1986      | Cathy                                                                    | Charlene Andrews         |
| 1987–1988 | A Different World                                                        | Allison Guisewite        |
| 1989      | Cathy's Last Resort                                                      | Charlene Andrews         |
| 1989      | I'm Gonna Git You Sucka                                                  | Cantante                 |
| 1990      | Dream On                                                                 | Nicki                    |
| 1990–1993 | In Living Color                                                          | Varios                   |
| 1991      | Robert Townsend and His Partners in Crime                                | Varios                   |
| 1994      | Talking About Sex                                                        | Andie Norman             |
| 1994      | Floundering                                                              | Desempleada              |
| 1994      | A Low Down Dirty Shame                                                   | Diane                    |
| 1995–1998 | In the House                                                             | Tonia Riley Harris       |
| 1995–1998 | The Wayans Bros.                                                         | Shelia                   |
| 1996      | Don't Be a Menace to South Central While Drinking Your Juice in the Hood | Sra. Johnson             |
| 1996–1997 | Waynehead                                                                | Mom                      |
| 1997      | Critics and Other Freaks                                                 | Bettina                  |
| 1998      | Getting Personal                                                         | Rhonda                   |
| 2002      | Juwanna Mann                                                             | Latisha Jansen           |
| 2006      | Thugaboo: Sneaker Madness                                                | Momma/Joyce              |
| 2006      | Thugaboo: A Miracle on D-Roc's Street                                    | Momma                    |
| 2007      | What News?                                                               | Pearl "Lightning" Davis  |
| 2009      | Dance Flick                                                              | Sra, Dontwannabebothered |
| 2011      | Pariah                                                                   | Audrey                   |
| 2012      | Criminal Minds                                                           | Darlene Beckett          |
| 2013      | Reckless                                                                 | Vi                       |
| 2014      | New Girl                                                                 | Susan                    |
| 2016      | The Breaks                                                               |                          |